# معركة عامامي -شيما
```
كانت 
معركة عامامي -شيما
 ، المعروفة أيضاً بحادثة السفينة Spy Ship في بحر كيوشو الجنوبي الغربي (اليابانية: 九州 南西 海域 工作 船 事件 )، مواجهة استمرت ست ساعات بين خفر السواحل الياباني وسفينة 
كوريا الشمالية
 المسلحة، التي وقعت بالقرب من جزيرة عامامي -شيما، في بحر الصين الشرقي. انتهت مواجهة ديسمبر 2001 في غرق السفينة 
الكورية الشمالية
 ، و أعلنت السلطات اليابانية لاحقا أنها عازمة على إرسال طائرة تجسس.
[
5
]
[
6
]
 وقع اللقاء خارج المياه الإقليمية اليابانية، ولكن في المنطقة الاقتصادية الخالصة، منطقة تمتد على مسافة 200 ميل بحري (370 كم ؛ 230 ميل) من اليابسة اليابانية، والتي يمكن لليابان بموجبها المطالبة بحقوق حصرية لصيد الأسماك والموارد المعدنية.
```

## الخلفية
تم رصد سفينة مجهولة الهوية في المياه اليابانية في 21 ديسمبر 2001. تم الكشف عن سفينة صيد من قبل محطة الاتصالات في، كاجوشيما، والتي كانت تحت سيطرة مقر الاستخبارات الدفاعية اليابانية. في عام 1999 ، زعمت اليابان أن سفينة أخرى تابعة لكوريا الشمالية واجهتها قوات خفر السواحل اليابانية كانت سفينة تجسس، على الرغم من أن كوريا الشمالية أنكرت ذلك.

## المعركة
في وقت مبكر من صباح اليوم التالي، تمت ملاحقة السفينة من قبل أربع سفن لخفر السواحل الياباني، التي امرت بالتوقف، وأطلقت 25 رصاصة تحذيرية على السفينة عندما تم تجاهل تلك الأوامر. واندلعت معركة بالأسلحة النارية استغرقت ست ساعات، حيث أطلق كلا الطرفين ما يزيد على 1000 طلقة مدفع رشاش ؛  وقيل إن الطاقم الكوري الشمالي استخدموا قاذفات صواريخ محمولة على الكتف. في هذه الأثناء، قُصفت سفينة الصيد الكورية الشمالية بعدة جرعات من عيار 20 مم (0.79 بوصة). هزت عدة انفجارات غير مرتبطة مباشرة بالهجمات اليابانية السفينة قبل غرقها. وفقا لصحيفة الغارديان، "شوهد خمسة عشر ناجيا متشبثين بالعوامات في بحار ثقيلة، ولكن تم أمر السفن اليابانية بتجاهلهم بسبب المخاوف من أنهم سيستخدمون

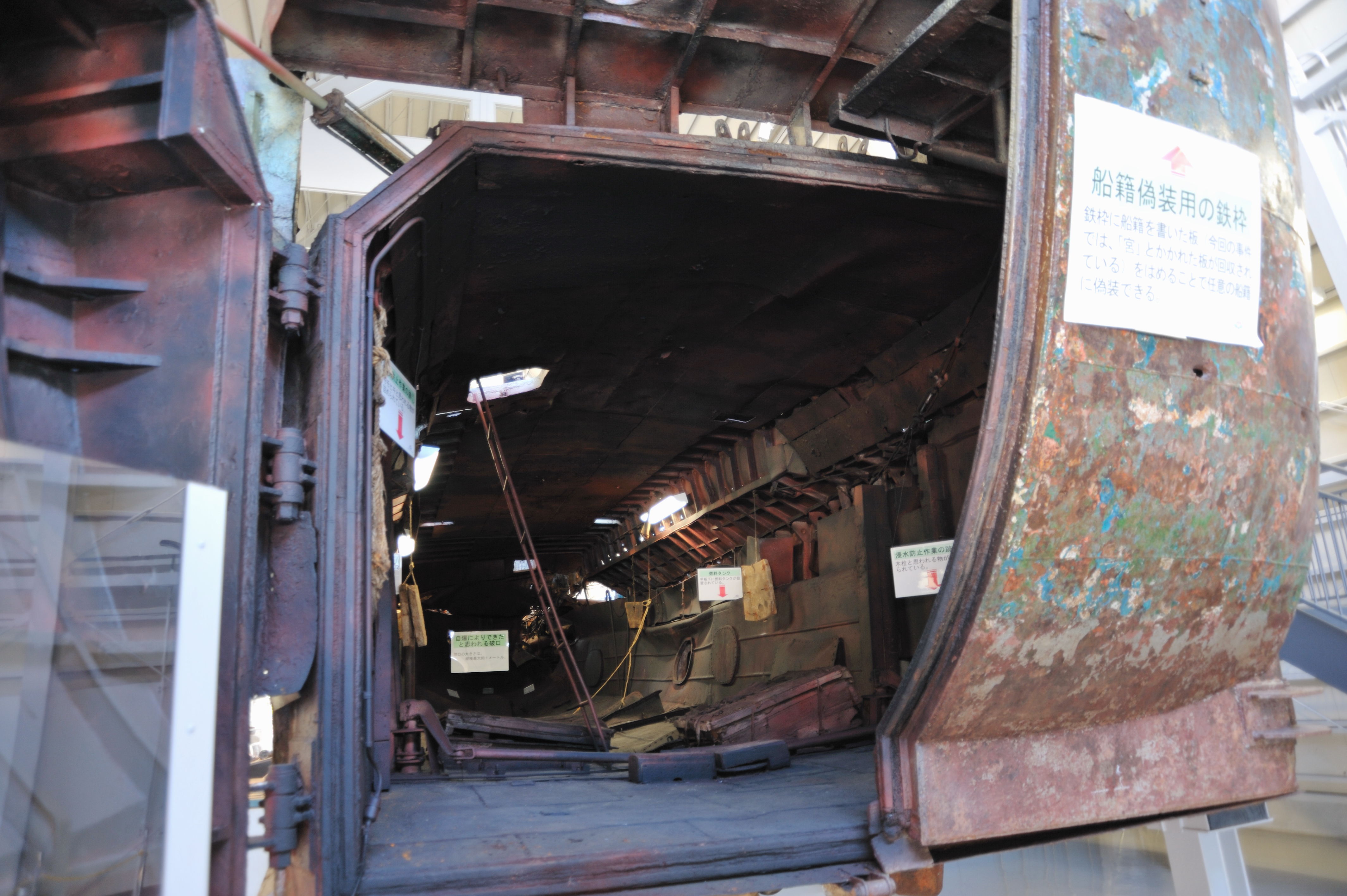
فتحة مزدوجة وجدت في المؤخرة من سفينة تجسس كوريا الشمالية.

القوة لمقاومة الاعتقال". تم انتشال جثتين، تم الإعلان عن فقدان ثلاثة أشخاص آخرين واعتُبروا موتى بعد عدة أيام.
تم تعبئة وحدة الصعود الخاصة للركوب على متن السفينة، ولكنها لم تفعل ذلك لأنها اضطرت إلى انتظار أوامر رسمية من وكالة الدفاع اليابانية. غرقت السفينة قبل وصول هذه الأوامر.
تم تسجيل الاشتباك على شريط فيديو من سفن خفر السواحل اليابانية.

## بعد
في عام 2003 ، رفع اليابانيون سفينة الصيد لتأكيد أصلها ونواياها. وقد تبين من فحص البدن أنها كانت من أصل كوري شمالي، ومن المرجح أنها كانت سفينة تسلل أو تجسس. وقد تم الكشف عن أن السفينة كانت مموهة كقارب صيد صيني أو ياباني، وأنها يمكن أن تذهب 33 عقدة (61 كم / ساعة ؛ 38 ميل في الساعة) ، أسرع بكثير من أي سفينة تجارية. كانت السفينة أيضا بها فتحة مزدوجة مخبأة في المؤخرة تستخدم كباب خروج للقوارب السريعة. بعد الانتهاء من عمليات التفتيش، تم عرض الهيكل في متحف خفر السواحل الياباني يوكوهاما في يوكوهاما، حيث أصبحت منطقة جذب سياحي شهيرة. 

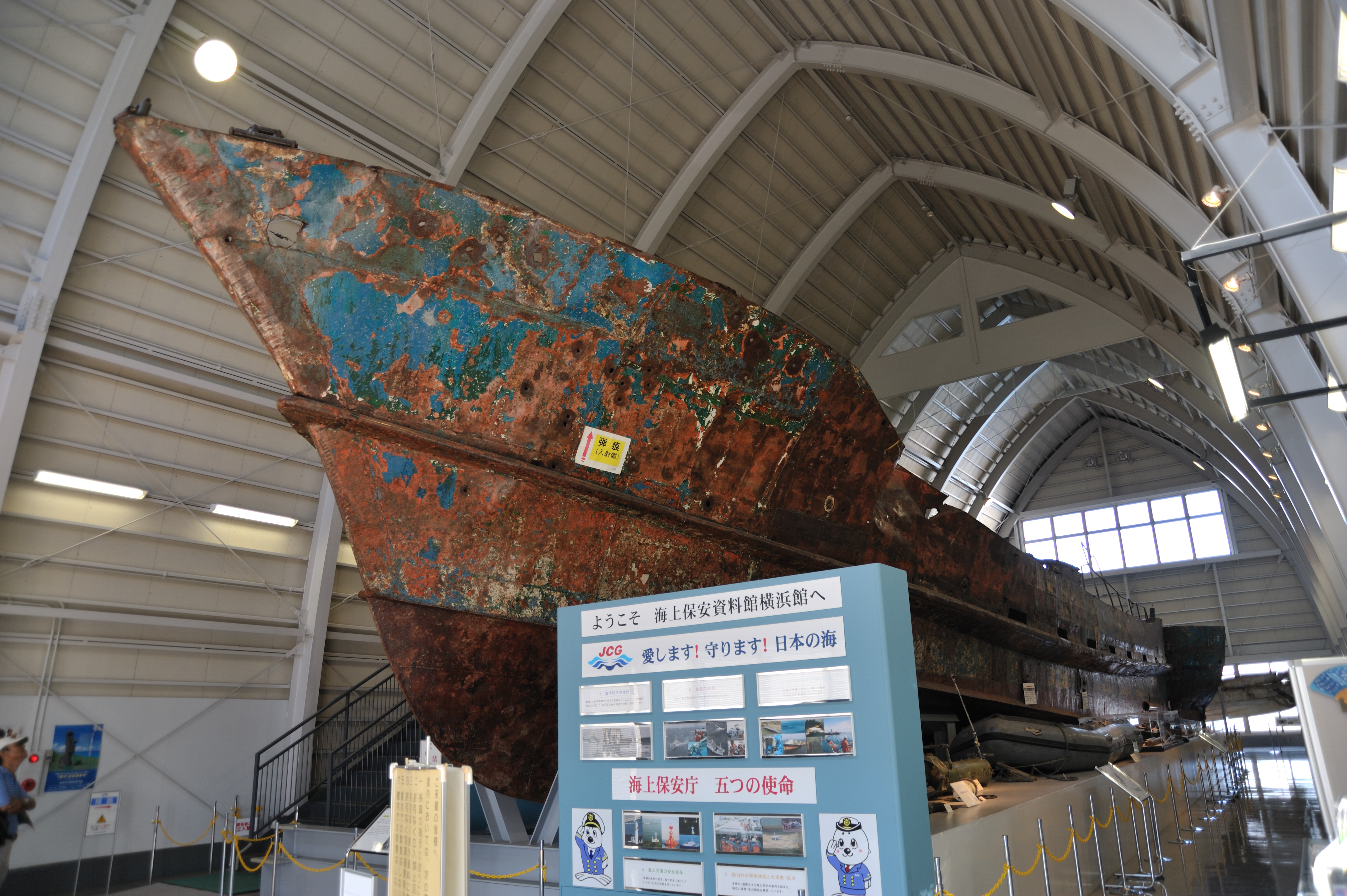
يتم عرض السفينة في قاعدة يوكوهاما للوقاية من الكوارث البحرية.